# To Lay Like Old Ashes
To Lay Like Old Ashes er det andet studiealbum fra det australske black metal-band Austere. Det blev udgivet i februar 2009 gennem Eisenwald Tonschmiede. Albummet er også blevet udgivet som en limited edition digipak-udgave begrænset til 300 eksemplarer.

## Spor
1. "Down" – 1:33
2. "To Fade With the Dusk" – 7:36
3. "This Dreadful Emptiness" – 9:06
4. "To Lay Like Old Ashes" – 9:33
5. "Just for a Moment..." – 6:06
6. "Coma II" – 20:47